# Microgale parvula
Il tenrec toporagno pigmeo (Microgale parvula) è una specie di tenrec endemica del Madagascar, dove abita le zone ricoperte di foresta pluviale ad altezze variabili, sia in pianura che in aree montuose.
Nel 1988, un esemplare appartenente a questa specie è stato riclassificato da Jenkins come Microgale pulla, ma in seguito ad analisi genetiche approfondite si è scoperto che invece si trattava solo di un esemplare leggermente più grande della media.
Nonostante sia segnato dall'IUCN come "a basso rischio", recentemente la specie sta soffrendo molto per la perdita dell'habitat a causa del disboscamento.